# والتر إل. فيشر
والتر إل. فيشر (بالإنجليزية: Walter L. Fisher)‏ هو محامي وسياسي أمريكي، ولد في 4 يوليو 1862 في ويلينغ في الولايات المتحدة، وتوفي في 9 نوفمبر 1935 في وينتكا في الولايات المتحدة. حزبياً، نشط في الحزب الجمهوري. وقد انتخب وزير داخلية الولايات المتحدة (13 مارس 1911 – 5 مارس 1913).

## روابط خارجية
- والتر إل. فيشر على موقع إن إن دي بي (الإنجليزية)